# Boiry-Saint-Martin

Boiry-Saint-Martin este o comună în departamentul Pas-de-Calais, Franța. În 1 ianuarie 2022 avea o populație de 258 de locuitori.